# Manuel Tellechea
Manuel Tellechea fue un destacado naturalista, geólogo y paleontólogo argentino, nacido en Catamarca el 15 de diciembre de 1886 y fallecido en Mendoza el 28 de mayo de 1974.
En numerosas excursiones coleccionó alrededor de 9.000 muestras de minerales, rocas y fósiles, de las cuales más de 6.000 fueron clasificadas; y entre 2500 y 3000 piezas tuvieron una clasificación incompleta o no fueron clasificadas. Todas ellas dieron origen al museo que posteriormente llevó su nombre, y que fue declarado patrimonio cultural de la provincia de Mendoza, por ley n.º 5643, de fecha 10 de abril de 1991.
Fue un estrecho colaborador de Carlos Rusconi, en el Museo de Ciencias Naturales y Antropológicas "Juan Cornelio Moyano" de Mendoza, en donde en la actualidad se halla depositada la totalidad de su colección, que sus herederos donaron al Estado.
Sus notables conocimientos de química, le permitieron realizar estudios de petrografía y mineralogía. Descubrió - conjuntamente con Rusconi - gran cantidad de fósiles de Mendoza; entre ellos, los restos de un laberintodonte (Labyrinthodontia), en las cercanías del Cerro Bayo, pocos kilómetros al oeste de la ciudad del mismo nombre. Descubrió, también junto con Rusconi, invertebrados (trilobites y graptolites) del Cámbrico y del Ordovícico - entre otros fósiles del Paleozoico - en San Isidro (Mendoza). Asimismo, ambos estudiaron la geología y descubrieron invertebrados, vertebrados y vegetales fósilizados del Triásico de Paramillos de Uspallata, que fueron la base de numerosas publicaciones. Todo ese material, fue incorporado a las colecciones del Museo de Ciencias Naturales y Antropológicas "Juan Cornelio Moyano", de la ciudad de Mendoza.
Rusconi - que describía e ilustraba los fósiles - le dedicó algunas especies a Tellechea, por su directa participación en los descubrimintos: Goycois tellecheai, Dalmanitina tellecheai, Isidriana tellecheai, Ollenus tellecheai (trilobites); Rhadinicthys tellecheai, Pasambaya tellecheai (peces); Paraguataia tellecheai (briozoo); Carbonícola tellecheai (pelecípodo); Pehuenchia tellecheai; etc..

## Algunas publicaciones y nominaciones
- 1920 a 1939: Profesor de Química Analítica Agrícola y Jefe de la Sección Industrias en la Escuela Nacional de Vitivinicultua de Mendoza.

- 1928: "Evolución de la materia constitutiva de la Tierra", Revista "La Linterna".

- 1928: "El asfalto", Revista "La Linterna".

- 1928: "La muerte del astro", Revista "La Linterna".

- 1928: "Fundación de la Universidad Popular de Mendoza", Primer número de la "Revista de la Universidad".

- 1930: "Origen y significado del nombre de algunos minerales", "Revista Mendocina de Ciencias Naturales y Pedagógicas".

- 1930: "Influencia del sílice en la civilización", "Revista Mendocina de Ciencias Naturales y Pedagógicas".

- 1934: "El caos, el primer aspecto planetario de la Tierra", Revista "Renacimiento".

- 1935: "La industria minera en Mendoza", Revista "Cita".

- 1935: "La minería en Mendoza", Revista "Cita".

- 1935: "La energía solar y la síntesis orgánica", Revista "Cita".

- 1936: "Riqueza minera", "Revista político financiera de la República Argentina".

- 1936: "El Pucará del Atuel", con la colaboración de Fernando Morales Guiñazú, "Anales del Primer Congreso de Historia de Cuyo", T° VI, 1938.

- 1936: Miembro de la Junta de Estudios Históricos de San Juan (representante en Mendoza).

- 1936: Jefe del Departamento de Mineralogía del Museo de Ciencias Naturales y Antropológicas "Juan Cornelio Moyano".

- 1937: Delegado al Primer Congreso de Historia de Cuyo, en representación de la Junta de Estudios Históricos de Mendoza.

- 1937: "Las serpentinas de Mendoza", Revista "Cita".

- 1938: "Dos palabras sobre minería", Revista "Historium".

- 1939 a 1943: Profesor de Química Analítica, Meteorología y Física en la Escuela Nacional de Vitivinicultura de San Juan.

- 1939: Miembro del Instituto Argentino del Agua, de la Sociedad Científica Argentina, filial Mendoza.

- 1939: Miembro de Número de la Asociación de Gente de Artes y Letras "La Peña".

- 1940: Consejero del Instituto de Prehistoria, Arqueología, Antropología, Etnografía y Folclore del Museo de Ciencias Naturales y Antropológicas "Juan Cornelio Moyano".

- 1940: "La cacheutita''", "Revista de la Junta de Estudios Históricos de Mendoza", T° XVI, diciembre de 1940.

- 1942: Fundador del Centro de Minería de Mendoza, del cual fue su primer Presidente; reelecto hasta 1954.

- 1942: Miembro de la Comisión Asesora y Consultiva del Museo de Arqueología y Etnografía de la Junta de Estudios Históricos de Mendoza.

- 1943: Miembro del Primer Congreso Industrial Minero Argentino, realizado en la ciudad de San Juan (Argentina).

- 1943: Miembro del Jurado de la Sección Minería e Industrias Derivadas, en la Primera Exposición Industrial realizada en Mendoza.

- 1943/1944: Adscripto a la Comisión Técnica de la Dirección General de Fabricaciones Militares, para el estudio geológico-minero de la región de Uspallata.

- 1943: "La Zeolita", trabajo prsentado en el Primer Congreso Industrial Minero, San Juan, Argentina, 9 al 16 de mayo de 1941.

- 1945: Miembro del Centro de Estudios Sociológicos de Mendoza (Argentina).

- 1945: Miembro de la Sociedad de Historia y Geografía de Cuyo.

- 1945: Miembro del Instituto de Geología, Mineralogía, Hidrología y Meteorología de Cuyo.

- 1946: Secretario General de la Junta de Estudios Históricos de Mendoza.

- 1946: "Consideraciones referentes al hallazgo de la bentonita. Consecuencias económicas dentro de la industria", Separata de la "Revista de la Sociedad de Historia y Geografía de Cuyo", Vol.I, agosto de 1946.

- 1947: "El uranio", "Revista del Museo de Historia Natural de Mendoza", T° I, Entrega 1.

- 1954: Presidente Honorario del Centro de Minería de Mendoza.

- 1954: La Comisión Nacional de Energía Atómica lo distingue con un disco de uranio metálico, por sus importantes trabajos sobre minerales radioactivos.

- 1959: El Centro de Minería de Mendoza le rinde homenaje por cumplir las Bodas de Oro en su actividad profesional.